# Chauvé
Chauvé är en kommun i departementet Loire-Atlantique i regionen Pays de la Loire i nordvästra Frankrike. Kommunen ligger i kantonen Saint-Père-en-Retz som tillhör arrondissementet Saint-Nazaire. År 2022 hade Chauvé 3 035 invånare.

## Befolkningsutveckling
Antalet invånare i kommunen Chauvé
| Referens: INSEE |